# 清水対岳坊
清水対岳坊（しみず たいがくぼう 1883年10月1日 - 1970年1月18日）は、日本の漫画家、画家、教育者、新聞記者。対岳坊はペンネームであり、対の字は旧字体を使うこともある。本名は清水勘一（しみずかんいち）。

## 経歴
1883年、長野県下伊那郡市田村(現、高森町)に生まれる。准教員養成所を卒業後、小学校の教員となったが、1902年、風刺漫画を募集していた萬朝報に漫画を投稿したのが縁で上京。東京美術学校予科や川端画学校で藤島武二に洋画を学ぶ。
1909年、萬朝報社に記者として入社、漫画による記事を執筆した。同社の投稿漫画の選者となり、ときには注文に応じて風刺漫画を描いた。
この当時、暮らしていた家から富士山が見えたので、ペンネームを対岳坊と号した。1915年に北沢楽天、岡本一平ら各新聞社に所属する漫画家により東京漫画会を結成、清水も名を連ねた。1922年、万朝報社を退社、講談社の専属となり「キング」、「少年倶楽部」、「講談倶楽部」などを中心に漫画や挿絵を描いた。
1944年から郷里の市田村に疎開。1948年に東京に戻った。
1970年1月18日、東京都狛江市の自宅で心筋梗塞により死去。86歳。

## 画集の中の作品
- 『二十七大家漫画最近三十年史図絵』（「正岡子規居士」）1927年 東京漫画会[5]
- 『郷土日本画家遺作集』（「寿も永し、寿老図」） 2007年 飯田市公民館[6]